# Lago Missoula

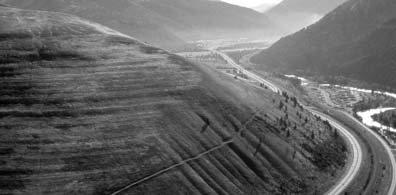
Orillas fósiles del lago Missoula (fotografía del NPS).

El lago Missoula fue un antiguo lago de origen glacial (lago proglacial) situado en Norteamérica, concretamente en el estado de Montana en los Estados Unidos, y que existió de forma intermitente en la Prehistoria, en las últimas fases de la Edad de Hielo (13 000 - 11.000 años a. C.). Su superficie era de unos 7.700 km², y su volumen era de unos 2100 km³, aproximadamente la mitad del actual lago Míchigan.
El lago se formó debido a un dique de hielo sobre el curso del río Clark Fork, en el actual condado de Bonner, y originado debido a una expansión del inlandsis norteamericano en la región septentrional de Idaho (el llamado Mango de Idaho, Idaho Panhandle), donde en la actualidad se ubica el lago Pend Oreille. La altura habitual del dique de hielo era de unos 610 metros, cuyo embalse sumergía los valles occidentales de Montana hasta unos 320 km hacia el Este. Fue el mayor lago embalsado por un dique de hielo del que se tiene constancia.
La ruptura periódica del dique de hielo originó las inundaciones del Missoula (Missoula Floods), que arrasaron el este de Washington unas cuarenta veces a lo largo de un periodo de 2.000 años. Los efectos acumulados de estas inundaciones excavaron un total de 210 km³ de loess, sedimentos y basaltos de los Channeled Scablands, materiales que fueron transportados corriente abajo.